# Inferno (roman de Roger MacBride Allen)
Cet article concerne le roman de Roger MacBride Allen. Pour le roman de Dan Brown, voir Inferno.
Pour les articles homonymes, voir Inferno.
Inferno (titre original : Isaac Asimov's Inferno) est un roman de science-fiction écrit par Roger MacBride Allen et publié en 1994, qui se déroule dans l'univers d'Isaac Asimov.

## La Trilogie de Caliban
- Le Robot Caliban
- Inferno
- Utopia